# 세실리아 프로데
세실리아 프로데(Cecilia Frode, 1970년 8월 14일 ~ )는 스웨덴의 배우이다.

## 출연 작품
- 나 서그리스카르 (2014)
- 스톡홀름 스토리 (2013)
- 에브리 아더 위크 (2006)
- 쉬트 해픈스 (2000)